# Кабыланбек
Кабыланбек (каз. Қабыланбек, до 2018 г. — Капланбек) — село в Сарыагашском районе Туркестанской области Казахстана. Административный центр Капланбекского сельского округа. Находится примерно в 3 км к востоку от районного центра, города Сарыагаш. Код КАТО — 515469100.
Населённый пункт был основан в 1918 году как центр плодовиноградного хозяйства; в 1954 году стал центром одноименного совхоза. Позднее на основе одноимённого виноградного завода «Кабыланбек» и цеха по переработке винограда были созданы вино-водочный завод «Кабыланбек» и фермерские хозяйства — основа экономики села.

## Население
В 1999 году население села составляло 4353 человека (2116 мужчин и 2237 женщин). По данным переписи 2009 года, в селе проживало 5450 человек (2600 мужчин и 2850 женщин).